# 库尔兰美洲殖民地

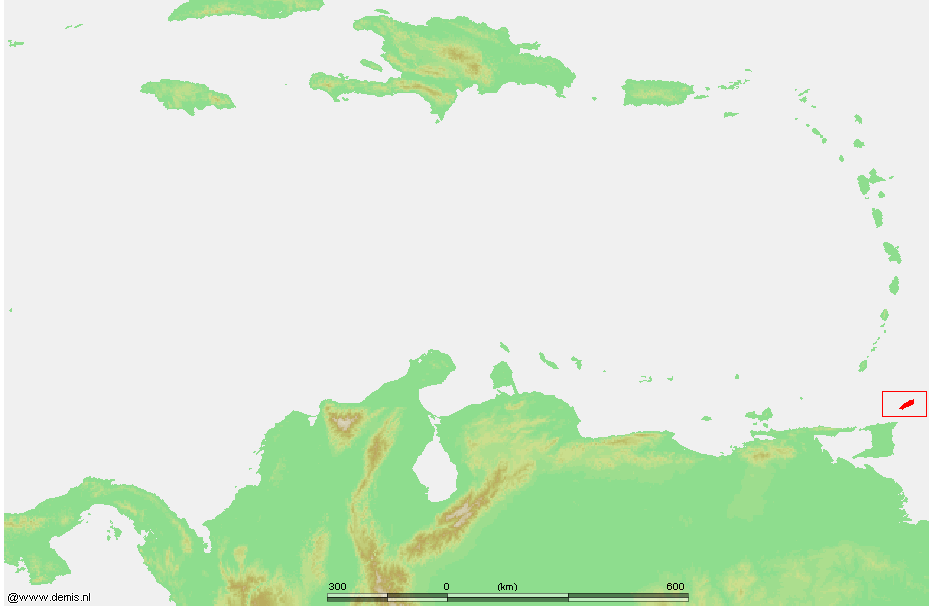
新庫爾蘭（多巴哥）在加勒比海的位置

库尔兰公国是曾经殖民美洲的第二小的欧洲国家（仅次于医院骑士团），时间很短，只在1654年至1659年及1660年至1689年年间在多巴哥有过殖民地。库尔兰位于现在的拉脱维亚，是波兰立陶宛联邦的一块封地，1561年成为公国，人口为20万。占人口少数的波罗的海德意志人构成受教育、经商和统治阶层，而占人口多数的拉脱维亚人则是农民。雅各布·克特勒公爵统治时期，库尔兰公国达到鼎盛。在西欧的旅行使雅各布·克特勒积极地支持商业，金属加工和造船业得到极大发展，贸易关系不仅止于邻国，还远至大不列颠、法国、荷兰、葡萄牙及其它国家。雅各布·克特勒建立起了一支当时欧洲顶级的商船队，包括两个主要港口，分别在溫道（今文茨皮尔斯）和裏堡（今利耶帕亚）。

## 主要历史事件

### 第一个要塞
早在1637年之前，公国的船只就开始从事通往西印度群岛的贸易航行。1637年，一艘载有212名开拓者的库尔兰公国的船只试图在多巴哥寻找殖民地。当时岛上的一个早期的欧洲人的殖民地--建立于1628年的荷兰殖民地，刚刚在几个月前被西班牙人摧毁。库尔兰公国的首次殖民尝试失败，1639年的第二次尝试同样以失败告终。1642年，两艘载有大约300名开拓者的船只在船长卡伦（Caroon）的带领下试图在北海岸靠近库尔兰湾的地方登陆，但是很快就被当地的加勒比土著驱逐了。之后库尔兰公国转移了重心，于1651年在非洲首次建立了殖民地：冈比亚河的圣安德鲁斯岛（即詹姆斯岛），在那儿修建了雅各布要塞。

### 库尔兰岛命名和荷兰殖民者的到来
不久之后，在1654年5月20日，“库尔兰公爵夫人徽章号”船登陆多巴哥，建立了又一个殖民地。这艘船携带了45门大炮，25名军官，124名库尔兰士兵和80个将占据多巴哥的移民家庭。船长威勒·默伦斯（Willem Mollens）改岛名为“新库尔兰”。在岛的西南角修建了一个要塞，命名为詹姆斯要塞，和环绕要塞的詹姆斯城同名。其它地名也和库尔兰公国有关，如大库尔兰湾、詹姆斯湾、库尔兰庄园、 利耶帕亚湾和小库尔兰湾等。库尔兰人移民岛上的第一年就修建了一座新教信义宗教堂。几个月后，第二个荷兰殖民地建立起来并很快超过了库尔兰殖民地的规模。1657年又有120名库尔兰移民到达，但第二年随着500名法国移民的加入，荷兰殖民地的移民达到了1200名。

### 主要贸易
从殖民地出口到欧洲的货物包括蔗糖、烟草、咖啡、棉花、生姜、靛蓝染料、朗姆酒、可可、龟壳、热带鸟和牠们的羽毛。

### 库荷之争
库尔兰公国是瑞典帝國和波兰立陶宛聯邦利益争夺的焦点。1655年，第一次北方战争（Northern Wars，1655－1660）开始，瑞典军队进入公国领地，雅各布公爵亦于1658－1660年被瑞典军队软禁。在此期间两块殖民地均遭人数占优的荷兰殖民者占领，商船队和贸易站也尽数被毁。其后岛上的荷兰人包围了詹姆斯要塞，总督修伯特·德·比弗伦（Hubert de Beveren）被迫投降。库尔兰于1659年12月11日正式宣称放弃新库尔兰。1660年战争结束，各方在格但斯克附近签订的欧里亚条约（Treaty of Oliwa）中同意将多巴哥归还库尔兰。但在1666年，可能是在一次海盗袭击后库尔兰人离开了多巴哥，1668年一艘库尔兰船只收复雅各布要塞的尝试也被荷兰人击退。在雅各布统治末期，库尔兰短暂地重新得到多巴哥，并于1680年7月建立了一块新殖民地，最终也以失败告终。公爵试图重建船队和贸易站，但公国再也无法重现它往日的繁荣了。1683年3月到1686年6月间，全岛始终处于废弃的状态。1689年，库尔兰方面将岛出售。次年5月，库尔兰人永远离开了多巴哥，不过名义上的总督直到1795年才停止委任。
库尔兰湾附近的库尔兰碑纪念了库尔兰公国的殖民历史。

## 新库尔兰总督（多巴哥）
| 1642年–1643年 | Edward Marshall   |
| 1643年–1650年 | Cornelius Caroon  |
| 1654年        | Adrien Lampsius   |
| 1656年–1659年 | Hubert de Beveren |
| 1660年–1689年 | ?                 |